# 拉吉夫·库马尔·钱德尔
拉吉夫·库马尔·钱德尔（1960年8月23日—），印度前外交官，曾任印度常驻联合国日内瓦办事处代表、印度驻温哥华总领事、印度駐烏克蘭大使、印度常驻联合国日内瓦办事处副代表、印度驻圣彼得堡总领事等职务。

## 经历
拉吉夫·库马尔·钱德尔出生于1960年8月23日。钱德尔的父亲是一位政府官员，钱德尔随着父亲工作地点的调动，在馬哈拉施特拉邦、古吉拉特邦、阿薩姆邦、梅加拉亞邦和旁遮普邦等地都生活过。钱德尔在昌迪加尔旁遮普大学完成历史荣誉学位和法学的学习。
1983年進入印度外事服務部，選擇俄語作爲學習外語。進入外交部門後，钱德尔的第一個海外任務是在印度駐莫斯科大使館，在那裏他在1984年至1987年任三等祕書。隨後他返回新德里，在外交部處理與孟加拉國相關的政治事務。九十年代初，钱德尔被派往德國，在1992年至1997年間先後擔任一等祕書和政治參贊。1997年至1999年，回到新德里的钱德尔在外交部作爲副司長處理與聯合國相關的工作。
2000年1月6日至2002年9月24日，钱德尔出任印度駐聖彼得堡總領事。2002年9月至2006年9月，他被派往設在尼泊爾加德滿都的南亚区域合作联盟祕書處工作。2006年10月至2009年12月，钱德尔被派驻印度常驻联合国日内瓦办事处和其他国际组织代表团，担任常驻副代表。2010年至2011年年中，担任新德里外交部处理与海湾国家有关的政治工作以及朝觐相关事务的聯祕。
2011年6月27日，钱德尔被任命爲下一任印度駐烏克蘭大使。2011年7月28日至2015年7月25日，任印度駐烏克蘭大使。2011年8月2日，向烏克蘭外交部副部長遞交國書副本。2015年8月至2017年4月，担任印度驻温哥华总领事。2017年3月30日，被任命為印度駐聯合國日內瓦辦事處大使兼常駐代表；2017年4月中旬起担任印度駐联合国日内瓦办事处和其他国际组织大使與常驻代表。2018年8月1日，他又接任印度常驻裁军谈判会议代表一职。2020年7月1日，因德勒·默尼·潘德伊被任命为下一任印度駐联合国日内瓦办事处和其他国际组织大使與常驻代表，接替即将退休的钱德尔。钱德尔於2020年8月卸任。

## 個人生活
已婚，有一女。能夠說英語、俄語和基本的德語。